# Volutaphis
Volutaphis är ett släkte av insekter som beskrevs av Carl Julius Bernhard Börner 1939. Volutaphis ingår i familjen långrörsbladlöss.
Kladogram enligt Catalogue of Life och Dyntaxa:
| Volutaphis | \| \| Volutaphis alpinae \| \| \| \| \| \| Volutaphis centaureae \| \| \| \| \| \| Volutaphis schusteri \| \| \| \| |
|            | \| \| Volutaphis alpinae \| \| \| \| \| \| Volutaphis centaureae \| \| \| \| \| \| Volutaphis schusteri \| \| \| \| |
|            | Volutaphis alpinae                                                                                                  |
|            | |
|            | Volutaphis centaureae                                                                                               |
|            | |
|            | Volutaphis schusteri                                                                                                |
|            | |